# 파우라바 왕국
파우라바족은 포루스 왕이 속해 있었을지도 모르는 인더스 계곡의 고대 부족이다.

## 역사
파우라바의 기원은 여전히 논쟁의 여지가 있다. 파우라바족은 푸루족과 관련이 있을 수 있다. 그러나 인도 문학에서 언급된 파우라바는 훨씬 더 오래된 왕국이며 지리적으로 다른 지역에 있다. 알렉산드로스 대왕의 침공 당시 파우라바족은 젤룸강 또는 그 근처에 위치한 것으로 보이며, 영토는 체나브강까지 확장되었다. 이는 포루스 왕국의 범위였을 뿐만 아니라 마케도니아 제국의 동쪽 국경선이 되었다.
인더스강은 기원전 535년 키루스 대제에 의해 아케메네스 제국에 편입되었다. 기원전 518년 다리우스 대제가 펀자브를 침공하여 젤룸강 지역을 정복한 후 힌두쉬 사트라피를 설치하였다. 기록에 따르면 인더스는 기원전 338년까지 아케메네스의 지배를 받고 있었다고 한다. 이렇게 되면 포루스는 알렉산드로스와 대립하던 당시 최근 독립한 파우라바족의 왕 또는 족장이 될 수 있다. 인더스강 유역의 페르시아 영토 범위를 설명하는 스트라본의 "지리학"(서 15)에서도 아케메네스 영토의 범위를 확인할 수 있다.
부족들의 지리적 위치는 다음과 같다. 인더스강을 따라 파로파미사다이가 있고, 그 위에는 파로파미소스산이 있으며, 남쪽으로는 아라코티가 있고, 그 다음 남쪽으로는 게드로세니족이 있고, 그 위도상으로는 이 모든 곳과 함께 인더스강이 있으며, 이 중 일부 인더스강을 따라 있는 곳은 이전에 페르시아의 소유였지만 인도인이 점령하고 있었다.— The Geography of Strabo, Book XV, Chapter 2, 9

알렉산드로스와 포로스는 히다스페스 전투에서 서로 싸웠다. 알렉산드로스는 처음에 인도로 진출하려 했으나 포로스와의 전투로 인해 그의 포부가 꺾였다. 그의 군대는 난다 제국과 그 부하 강가리다이에 맞닥뜨렸을 때 반란을 일으켰다. 그리스 역사가 플루타르코스에 따르면, 강가리다이보다 훨씬 작은 포로스의 군대를 상대로 고전한 것이 그들의 불안감에 크게 기여했다고 한다.
그러나 마케도니아인들은 포로스와의 투쟁으로 용기를 잃고 인도 진출에 제동이 걸렸다. 보병 2만명과 기병 2천명에 불과한 적을 격퇴하기 위해 할 수 있는 모든 방법을 동원했지만, 그들은 알렉산드로스가 폭이 32피로, 깊이가 100패덤이나 되는 히다스페스강을 건너겠다고 고집하자 격렬하게 반대했다(그 강 건너편에는 수많은 병사와 기병, 코끼리가 있었다고 한다). 간데리인과 프라에시의 왕들이 기병 8만명, 보병 20만명, 전차 8천대, 전투 코끼리 6천마리로 그들을 기다리고 있다고 들었기 때문이다.— 플루타르코스 영웅전

알렉산드로스는 인도에서 돌아오던 중 사망했다. 알렉산드로가 사망한 후 불안정해진 상황은 권력 투쟁과 통치 방식의 극적인 변화로 이어졌다. 포로스는 곧 마케도니아 장군 에우데모스에게 암살당했다. 기원전 316년, 마케도니아가 차지하고 있던 인도 지역들은 젊은 모험가 찬드라굽타 마우리아에 의해 정복되었다. 인더스 계곡에 대한 패권을 놓고 벌여진 셀레우코스-마우리아 전쟁에서 승리한 찬드라굽타는 오늘날 펀자브와 아프가니스탄 지역을 장악했다. 이것이 바로 인도 아대륙에서 가장 큰 제국이 될 마우리아 제국의 기초였다.
파우라바족은 전투적인 야우데야 공화국에 합병된 것으로 보인다. 마우리아 제국이 해체된 후 많은 지역 정치체가 등장했다. 알모라에서 발견된 탈레슈와르 동판은 브라마푸라 왕국의 통치자들이 파우라바족의 왕실 혈통에 속한다고 명시되어 있다. 복원된 브라마푸르의 파우라바 왕조는 비슈누베르만에 의해 세워졌으며 서기 7세기에 번성했다. 이 왕들은 습관과 관행에서 브라만교적이었다고 한다.

## 같이 보기
- 히다스페스 전투